# 太原公交1路
太原公交1路，是中国山西省太原市的一条公交线路，该线路沿太原市最大的东西向动脉道路迎泽大街行驶，连通了火车站与下元两个公交枢纽。是太原市客流量最大的公交线路之一。

## 线路
- 上行线路：下元，千峰路口，理工大学，迎泽桥西，迎泽桥东，省人大，新建路口，大南门，青年路口，并州饭店，广场，火车站；
- 下行线路：火车站，广场，并州饭店，青年路口，大南门，新建路口，迎泽桥东，迎泽桥西，理工大学，千峰路口，下元。
- 线路长度：上行6公里，下行5.6公里。
- 平均发车间隔：普通4分钟，高峰4分钟，夜间5分钟。
- 往返时间：51分钟。
- 营运时间：夏季05：30—23：00，冬季05：30—22：40。[1]

## 历史
现1路公交车于1983年1月开通，1993年增加双层客车。
1路车与后开通的双层巴士601路车同线路运营。

## 票价
该路公交车实行全程单一票价，无人售票，票价为1元，成人IC卡0.5元，学生IC卡0.25元。

## 参看
- 太原公交
- 太原公交线路列表
- 太原公交控股集团官方网站（页面存档备份，存于）
- 太原公交客户服务系统